# Paradiso Girls
Paradiso Girls war eine multinationale Girlgroup, gegründet von Robin Antin für das US-Label Interscope Records. Die Mitglieder waren Chelsea Korka (USA), Aria Cascaval (Frankreich), Lauren Bennett (UK), Kelly Beckett (UK) und Shar Mae Amor (Philippinen). Die Gruppe bestand von 2007 bis 2010.
Während die Debütsingle Patron Tequila (feat. Lil Jon und Eve) sich in den US-Dance-Charts platzieren konnte, floppte die Nachfolgesingle Who’s My B**** von 2010. Mit dem Ausstieg von Aria Cascaval löste sich die Gruppe auf, ein angekündigtes Album wurde nicht mehr veröffentlicht. 